# Borisz Alekszandrovics Ribakov
Borisz Alekszandrovics Ribakov (oroszul írással: Борис Александрович Рыбаков; 1908. június 3. — 2001. december 27.) szovjet-orosz történész, régész akadémikus, a normannellenes orosz történetírás képviselője.

## Élete
Ribakov 1939-től a Moszkvai Egyetem történelem szakán dolgozott, 1952-1954 között helyettes dékán volt. 40 éven át igazgatta az Orosz Történeti Intézetet. Fontos feltárásokat végzett Moszkvában, Novgorodban, Csernyihiv, Perejaszlav, Tmutarakany és Putyivl területén.

## Kitüntetései
- Lenin-rend
- A Munka Vörös Zászló Érdemrendje
- Októberi Forradalom érdemrend
- 1949, 1952 Sztálin-díj
- 1953 Becsületkitűző érdemrend
- 1976 Lenin-díj
- 1978 Szocialista Munka Hőse
- 1998 A hazáért érdemrend

## Művei
- 1948 Az óorosz kézművesség (Ремесло Древней Руси)
- 1949 Csernyigov régiségei (Древности Чернигова)
- 1964 Az orosz történelem első századai (Русские датированные надписи XI—XIV веков)
- 1971 Az Igor-ének és kortársai (Слово о полку Игореве и его современники)
- 1974 15. és 16. század eleji moszkvai térképek (Русские карты Московии XV — начала XVI веков)
- 1979 Hérodotosz Scythiája (Геродотова Скифия. Историко-географический анализ)
- 1981 Ősszláv pogányság (Язычество древних славян)
- 1987 A Rusz ősi pogányhite (Язычество древней Руси)